# Берёзки (Кувшиновский район)
Берёзки — деревня в Кувшиновском районе Тверской области. Входит в состав Тысяцкого сельского поселения.

## География
Находится в центральной части Тверской области на расстоянии приблизительно 10 км (по прямой) на северо-восток от города Кувшинова, административного центра района.

## История
Была отмечена на карте еще 1825 года. В 1859 году здесь (деревня Новоторжского уезда) было учтено 29 дворов. До 2015 года входила в состав Пеньского сельского поселения.

## Население
Численность населения составляла 95 человек (1859 год), 19 (русские 95 %) в 2002 году, 10 в 2010.